# Brigid

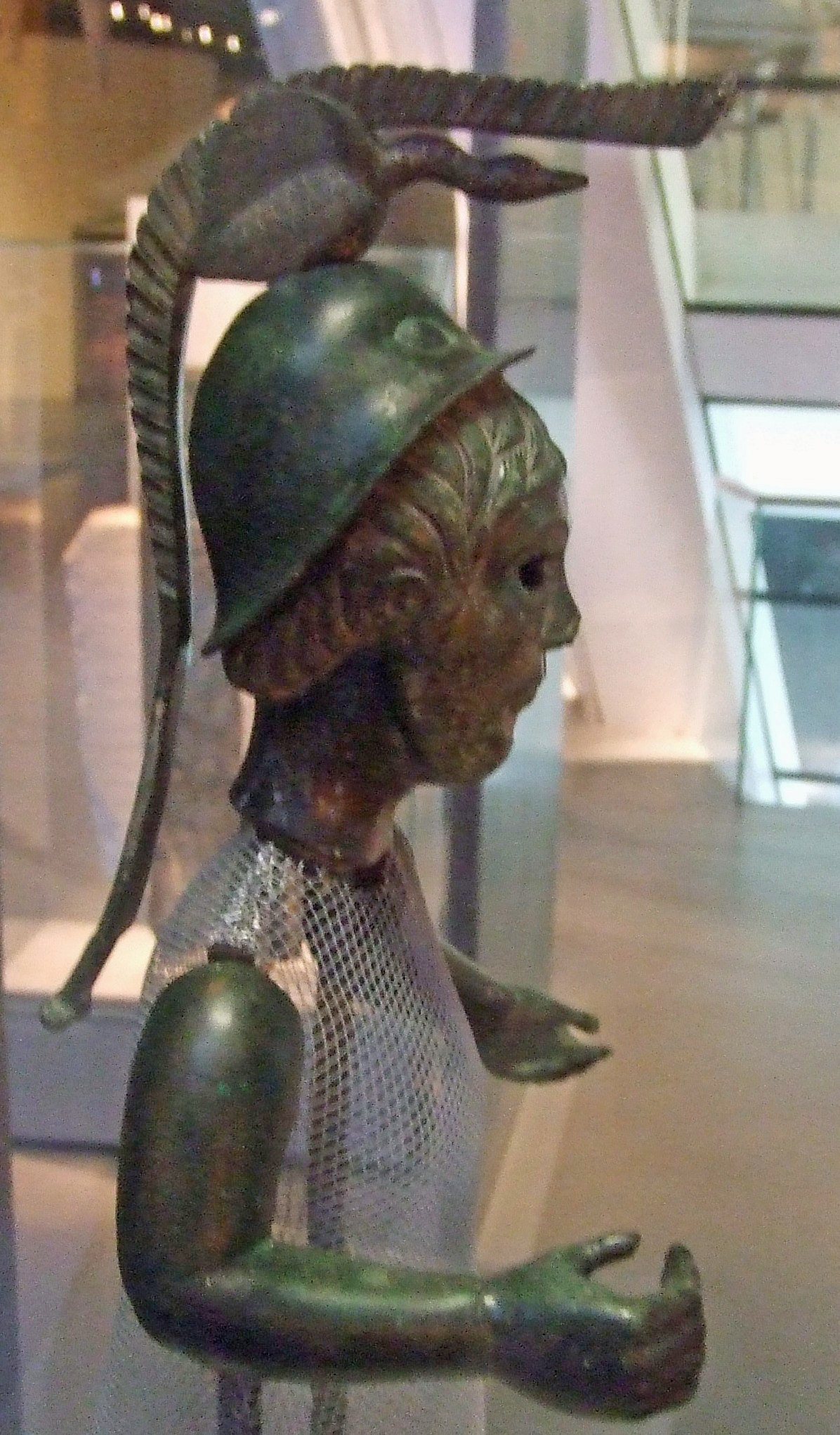
Statua del Museo di Bretagna, Rennes, forse rappresentante Brigantia, II secolo a.C.

Nella mitologia celtica Brigid o Bríg (anche riportato con la grafia Brig) è una divinità associata alla primavera e alla fertilità, e protettrice dei poeti, dei guaritori, dei druidi, dei combattenti e degli artigiani, di cui in particolare dei fabbri. Faceva parte dei Tuatha Dé Danann, ed era figlia di Dagda, moglie di Bres e madre di Ruadan.

## Caratteristiche
È una delle dee più complesse e contraddittorie del pantheon celtico; Brigid può essere vista come una fra le dee più importanti di tutta la mitologia celtica.
Secondo il Lebor Gabála Érenn Brigid è una poetessa figlia del Dagda. Lo stesso passaggio menziona il fatto che possiede due buoi, Fe e Men, che pascolano su una pianura che prende il loro nome, Femen; altrove Fe e Men sono descritti come i due buoi di "Dil", "raggiante di bellezza", che può essere un soprannome per Brigid. Possedeva anche il re dei cinghiali, Torc Triath e Cirb, re delle pecore, e quindi Brigid è considerata anche la custode degli animali domestici.
Il Glossario di Cormac, scritto nel X secolo da monaci cristiani, afferma che Brigid era "la dea adorata dai poeti" e che aveva due sorelle: Brigid la guaritrice e Brigid il fabbro. Questo suggerisce che potrebbe essere stata una divinità tripla, situazione diffusa nel mondo celtico.
Secondo alcuni studiosi, Brigid sarebbe la continuazione della dea dell'alba della religione protoindoeuropea.

## Evoluzione del mito
Fu venerata in seguito anche a Roma, diffusa dai legionari, insieme a pochi altri dei celtici come Epona, protettrice dei cavalli. Aveva come epiteti Belisama "colei che brilla molto", Sulis (non ha traduzione precisa, ma il senso era collegato al sole), Brigantia "l'altissima" e Bricta "brillante". I Romani la assimilarono a Vittoria ed a Minerva, per la sua caratterizzazione come dea della guerra. Nell'iconografia romana si è identificata a tal punto con Minerva che esiste a Birrens, in Scozia, una sua statua con tanto di Egida e globo della vittoria.
Con la cristianizzazione dei celti, Brigid venne assimilata a santa Brigida d'Irlanda, venne considerata la nutrice di Gesù, figlia del druido Dougal e venne spesso accomunata alla Madonna, dato che anch'ella era vergine e madre.
Il primo febbraio, attualmente dedicato a Santa Brigida, era originariamente la festa pagana di Imbolc.
La figura della Dama del Lago nel ciclo di re Artù potrebbe essere ispirata a Brigid.

## Altri nomi
- Brigit (Irlanda)
- Brigite (Irlanda)
- Brigid (Irlanda)
- Brighid (Irlanda)
- Bridget (Irlanda) versione anglicizzata dell'originale gaelico.
- Brid
- Bríd (Irlanda)
- Bride (Scozia)
- Brìghde (Scozia)
- Ffraid (Galles)
- Breo Saighead
- Berecyntia (Gallia)
- Brigan
- Brigandu (Gallia)
- Brigantis (Bretagna)
- Brigindo (Svizzera)
- Maman Brigitte (Haiti)

### Brigantia
In questo epiteto si può riscontrare la radice indoeuropea *bhr̥g'hntī che indica l'altezza, di conseguenza Brigantia significherebbe l'alta o la somma. Tale radice si può individuare anche nel popolo britannico dei Briganti ed in numerosissime città o regioni di origine celtica (Bragança, Bregenz, Briançon, Brianza e così via).
Sono state scoperte sette iscrizioni che si riferiscono a Brigantia. Una a Birrens:
Brigantiae s(acrum) Amandus / arc(h)itectus ex imperio imp(eratum) (fecit) (RIB 02091).
A Castleford, nello Yorkshire e a Greetland, vicino ad Halifax, in cui è chiamata Vittoria:
D(eae) Vict(oriae) Brig(antiae) / et num(inibus) Aauugg(ustorum) / T(itus) Aur(elius) Aurelian/us d(onum) d(edit) pro se / et suis s(e) mag(istro) s(acrorum) // Antonin[o] / III et Geta [II] / co(n)ss(ulibus)
A Corbridge, vicino al Vallo di Adriano
Iovi aeterno / Dolicheno / et caelesti / Brigantiae / et Saluti / C(aius) Iulius Ap/ol(l)inaris / |(centurio) leg(ionis) VI iuss(u) dei
A Irthington DEAE NYMPHAE BRIGANTIAE.
Garret Olmstead (1994) trovò anche una moneta iberica con la legenda BRIGANT_N